# Юрченко Олександр Григорович
Олександр Григорович Юрченко (10 вересня 1934, Олексіївка — 2010) — доктор хімічних наук, професор, академік Академії наук вищої школи України, заслужений професор НТУУ «КПІ», заслужений діяч науки і техніки України, лауреат Державної премії України, член Американського інституту хіміків (з 1989 року), Нью-Йоркської академії наук (з 1993 року).

## Біографія
Народився 10 вересня 1934 року в селі Олексіївці Бобринецького району Кіровоградської області. Закінчивши середню школу в Умані із золотою медаллю. У 1952 році вступив до Київського політехнічного інституту на хіміко-технологічний факультет на спеціальність «Технологія органічного синтезу». З 1957 року все його життя було пов'язано з КПІ, де він пройшов шлях від асистента до доцента, професора і завідувача кафедри органічної хімії і технології органічних речовин.
У 1964 році захистив кандидатську дисертацію і був відряджений на наукове стажування до Гарвардського університету (США), де проводив наукову роботу під керівництвом хіміка-органіка професора Р. Б. Вудворда — лауреата Нобелівської премії. В 1975 році захистив докторську дисертацію і був обраний завідувачем кафедри органічної хімії і технології органічних речовин і одночасно став деканом хіміко-технологічного факультету, який він успішно очолював 25 років.
Помер у 2010 році.

## Наукова робота
Під керівництвом проф. О. Г. Юрченка було розроблено методи синтезу численних функціональних похідних каркасних вуглеводнів, зокрема адамантану та його циклічних гомологів. Фрагментацією похідних адамантану синтезовано циклічні дієни і полієни, вивчено реакції електрофільного та вільно радикального приєднання до них. На основі каркасних вуглеводнів добуті гетероциклічні сполуки, адамантанвмісні амінокислоти та хіральні похідні адамантану, відкрита невідома раніше реакція слідів сірки з карбонільними сполуками з утворенням 2- і 2,3-заміщених дієнів. Експериментально і за допомогою квантово-хімічних розрахунків встановлено механізм активації алканів під дією електрофілів-окиснювачів, що є важливим внеском не тільки в теоретичну органічну хімію, але і в технологію переробки аліфатичних вуглеводнів нафти. Результати цих досліджень знайшли відображення в більш ніж 260 наукових працях, 36 патентах та авторських свідоцтвах.
Основні наукові праці проф. О. Г. Юрченка широко відомі за кордоном:
- «Шлях до каркасних вуглеводнів через фрагментацію та трансанулярну циклізацію»(1990, США);
- «Спосіб добування 2- і 2,3-заміщених дієнів» (1991, ФРН);
- «Спільність механізмів активації алканів електронодефіцитними реагентами» (2007, Росія).

Наукова праця професора О. Г. Юрченка весь час була пов'язана з підготовкою наукових кадрів. Під його науковим керівництвом і за його допомогою захищено 14 кандидатських і 5 докторських дисертацій, сотні випускників-інженерів працюють на виробництві і в наукових установах Національної академії наук України.

## Відзнаки і нагороди, пам'ять

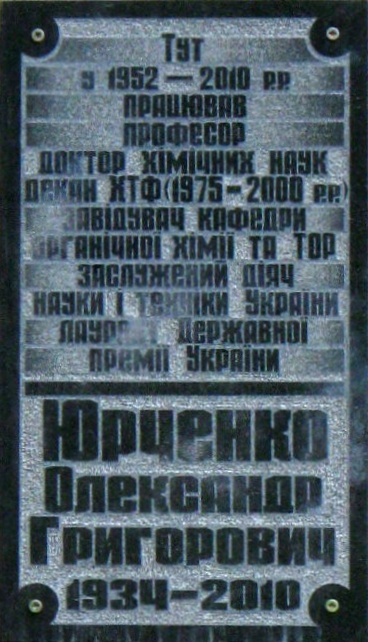
меморіальна дошка

Нагороджений орденами «Знак Пошани» (1981), «За заслуги» III ступеня (1998).
1985 року йому присвоєно звання заслуженого працівника вищої школи УРСР. Лауреат першої премії КПІ (1973), Державної премії України (1997).
На стіні хіміко-технологічного факультету КПІ встановлена гранітна меморіальна дошка на честь професора Олександра Юрченка.